# (10792) Эквадор
(10792) Эквадор (исп. Ecuador) — астероид главного пояса, который был открыт 2 февраля 1992 года бельгийским астрономом Эриком Эльстом в обсерватории Ла-Силья и назван в честь Эквадора, государства в Южной Америке.

Орбита астероида Эквадор и его положение в Солнечной системе